# 1152 год
1152 (ты́сяча сто пятьдеся́т второ́й) год  по юлианскому календарю — високосный год, начинающийся во вторник. Это 1152 год нашей эры, 2‑й год 6‑го десятилетия XII века 2‑го тысячелетия, 3‑й год 1150‑х годов. Он закончился 873 года назад.
| Пн | Вт | Ср | Чт | Пт | Сб | Вс |
|    | 1  | 2  | 3  | 4  | 5  | 6  |
| 7  | 8  | 9  | 10 | 11 | 12 | 13 |
| 14 | 15 | 16 | 17 | 18 | 19 | 20 |
| 21 | 22 | 23 | 24 | 25 | 26 | 27 |
| 28 | 29 | 30 | 31 |    |    |    |

| Пн | Вт | Ср | Чт | Пт | Сб | Вс |
|    |    |    |    | 1  | 2  | 3  |
| 4  | 5  | 6  | 7  | 8  | 9  | 10 |
| 11 | 12 | 13 | 14 | 15 | 16 | 17 |
| 18 | 19 | 20 | 21 | 22 | 23 | 24 |
| 25 | 26 | 27 | 28 | 29 |    |    |

| Пн | Вт | Ср | Чт | Пт | Сб | Вс |
|    |    |    |    |    | 1  | 2  |
| 3  | 4  | 5  | 6  | 7  | 8  | 9  |
| 10 | 11 | 12 | 13 | 14 | 15 | 16 |
| 17 | 18 | 19 | 20 | 21 | 22 | 23 |
| 24 | 25 | 26 | 27 | 28 | 29 | 30 |
| 31 |    |    |    |    |    |    |

| Пн | Вт | Ср | Чт | Пт | Сб | Вс |
|    | 1  | 2  | 3  | 4  | 5  | 6  |
| 7  | 8  | 9  | 10 | 11 | 12 | 13 |
| 14 | 15 | 16 | 17 | 18 | 19 | 20 |
| 21 | 22 | 23 | 24 | 25 | 26 | 27 |
| 28 | 29 | 30 |    |    |    |    |

| Пн | Вт | Ср | Чт | Пт | Сб | Вс |
|    |    |    | 1  | 2  | 3  | 4  |
| 5  | 6  | 7  | 8  | 9  | 10 | 11 |
| 12 | 13 | 14 | 15 | 16 | 17 | 18 |
| 19 | 20 | 21 | 22 | 23 | 24 | 25 |
| 26 | 27 | 28 | 29 | 30 | 31 |    |

| Пн | Вт | Ср | Чт | Пт | Сб | Вс |
|    |    |    |    |    |    | 1  |
| 2  | 3  | 4  | 5  | 6  | 7  | 8  |
| 9  | 10 | 11 | 12 | 13 | 14 | 15 |
| 16 | 17 | 18 | 19 | 20 | 21 | 22 |
| 23 | 24 | 25 | 26 | 27 | 28 | 29 |
| 30 |    |    |    |    |    |    |

| Пн | Вт | Ср | Чт | Пт | Сб | Вс |
|    | 1  | 2  | 3  | 4  | 5  | 6  |
| 7  | 8  | 9  | 10 | 11 | 12 | 13 |
| 14 | 15 | 16 | 17 | 18 | 19 | 20 |
| 21 | 22 | 23 | 24 | 25 | 26 | 27 |
| 28 | 29 | 30 | 31 |    |    |    |

| Пн | Вт | Ср | Чт | Пт | Сб | Вс |
|    |    |    |    | 1  | 2  | 3  |
| 4  | 5  | 6  | 7  | 8  | 9  | 10 |
| 11 | 12 | 13 | 14 | 15 | 16 | 17 |
| 18 | 19 | 20 | 21 | 22 | 23 | 24 |
| 25 | 26 | 27 | 28 | 29 | 30 | 31 |

| Пн | Вт | Ср | Чт | Пт | Сб | Вс |
| 1  | 2  | 3  | 4  | 5  | 6  | 7  |
| 8  | 9  | 10 | 11 | 12 | 13 | 14 |
| 15 | 16 | 17 | 18 | 19 | 20 | 21 |
| 22 | 23 | 24 | 25 | 26 | 27 | 28 |
| 29 | 30 |    |    |    |    |    |

| Пн | Вт | Ср | Чт | Пт | Сб | Вс |
|    |    | 1  | 2  | 3  | 4  | 5  |
| 6  | 7  | 8  | 9  | 10 | 11 | 12 |
| 13 | 14 | 15 | 16 | 17 | 18 | 19 |
| 20 | 21 | 22 | 23 | 24 | 25 | 26 |
| 27 | 28 | 29 | 30 | 31 |    |    |

| Пн | Вт | Ср | Чт | Пт | Сб | Вс |
|    |    |    |    |    | 1  | 2  |
| 3  | 4  | 5  | 6  | 7  | 8  | 9  |
| 10 | 11 | 12 | 13 | 14 | 15 | 16 |
| 17 | 18 | 19 | 20 | 21 | 22 | 23 |
| 24 | 25 | 26 | 27 | 28 | 29 | 30 |

| Пн | Вт | Ср | Чт | Пт | Сб | Вс |
| 1  | 2  | 3  | 4  | 5  | 6  | 7  |
| 8  | 9  | 10 | 11 | 12 | 13 | 14 |
| 15 | 16 | 17 | 18 | 19 | 20 | 21 |
| 22 | 23 | 24 | 25 | 26 | 27 | 28 |
| 29 | 30 | 31 |    |    |    |    |

## События
- 1135—1154 — гражданская война в Англии. Длительный феодальный конфликт в Англо-нормандском государстве, вызванный борьбой за престол после смерти короля Генриха I[1].
  - 1152—1154 — началась Нормандская война. Вооруженный конфликт между Генрихом Плантагенетом и коалицией, возглавлявшейся Людовиком VII. Конфликт связан с заключительным этапом гражданской войны в Англии[2].
- 1151—1156 — Византийско-венгерская война. Вооруженные конфликты между византийским императором Мануилом I Комнином и королём Венгрии Гезой II[3].
- Март — на соборе в Божанси состоялся развод Людовика VII с Элеонорой Аквитанской.
  - Генрих наследует владения Анжуйского дома во Франции. Брак Генриха Плантагенета с Элеонорой Аквитанской. Начало войны Генриха с королём Людовиком за Аквитанию.
- Март — Келлский синод. Собор ирландского католического духовенства. Стал завершающим в серии синодов, состоявшихся в рамках реформы церкви Ирландии конца XI—XII веков, вызванной как внутренней необходимостью организационного совершенствования, так и распространением идей григорианской реформы[4].
- 8 апреля — Нур ад-Дин Занги захватывает замок крестоносцев Антартус.
- 17 апреля — жители Аскалона одерживают победу над крестоносцами в окрестностях Газы.
- В Дании Фридрих улаживает спор между Канутом и Свеном, которые оспаривали друг у друга корону. Император отдал её Свену, тот признаёт себя его вассалом.
- Учреждение в Норвегии, в Тронхейме, местного архиепископства.
- Союз папы Евгения с императором Фридрихом I против Арнольда.
- Около 1152 — Андроника Комнина, управлявшего Враницовой и Белградом, обвинили в том, что он соединился с сербами против Мануила. Андроника заключили в одной из башен Большого дворца.
- Карательный поход Византии против Киликийской Армении.
- Захват Альмохадами Алжира и Туниса.

## Русь
Правление: 1146—1154 — Изяслав Мстиславич

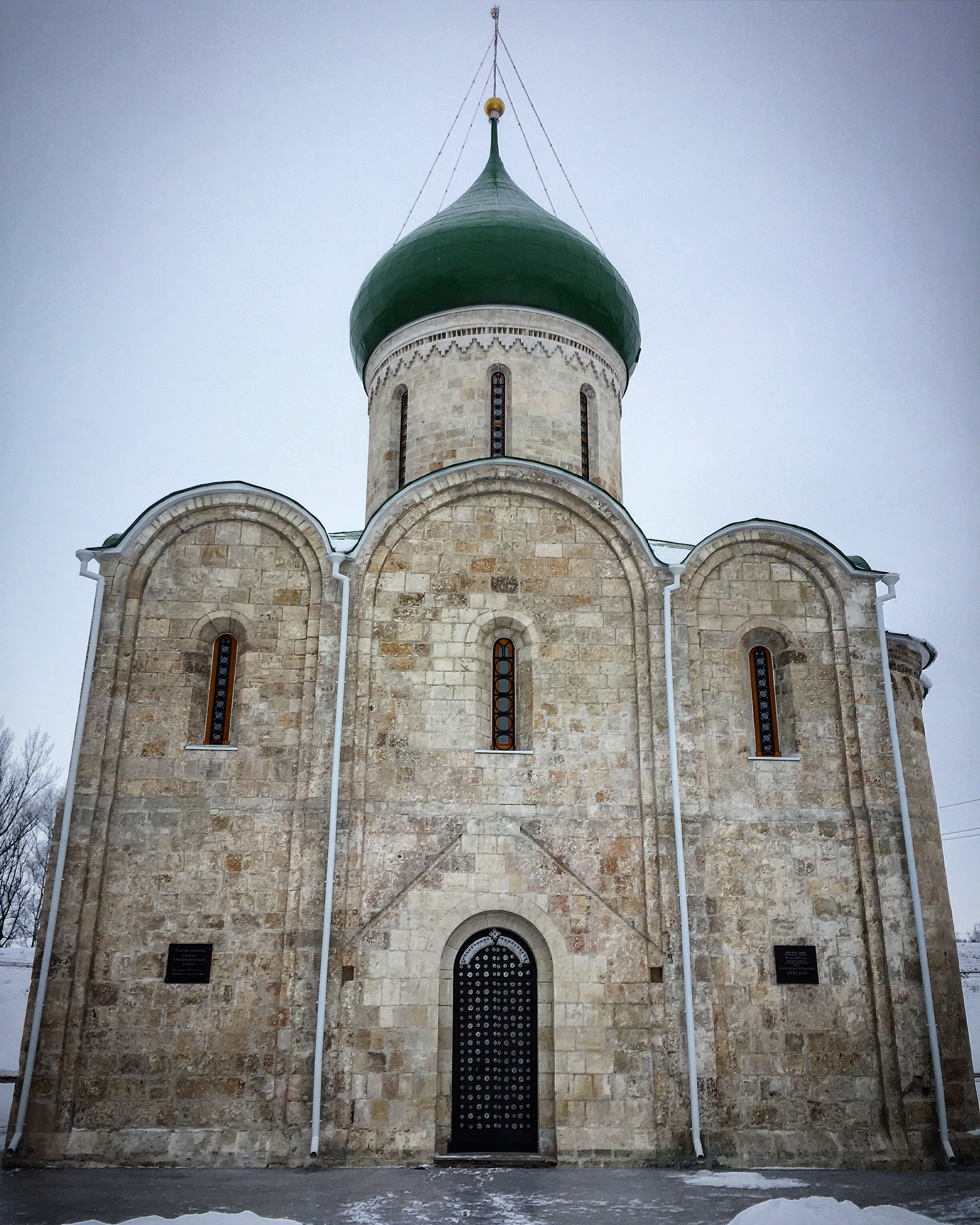
Спасо-Преображенский собор (Переславль-Залесский), заложенный как и сам город в 1152 году

- 1146—1154 — междоусобная война на Руси[5].
  - Сражение на реке Сан. Поражение галичан в ходе междоусобицы между Изяславом Мстиславичем киевским и его дядей Юрием Долгоруким, заставившее их согласиться на возвращение Изяславу занятых ими ранее волынских городов[5].
  - Осада Чернигова. Неудачная попытка Юрия Долгорукого нанести поражение одному из своих противников в междоусобице. Ответные действия Изяслава Мстиславича киевского привели, напротив, к поражению одного из двух главных союзников Юрия на юге, Святослава Ольговича новгород-северского[5].
- Мстислав Изяславич по приказу отца Изяслава Мстиславича отправлен вторично в Венгрию и Польшу с просьбой оказать помощь в борьбе в Владимирко Володаривичем. Вероятно, тогда же при содействии сестры Евдокии договорился о женитьбе на Агнеше — сестре мужа Евдокии, великопольского князя Мешко III Старого. Мстислав, вместе с венгерским войском (поляки не оказали помощи) выступает против Владимирка[6][7].

- Владимир Володаревич, князь галицкий совершил поход против князя Изяслава Мстиславича, которого активно поддерживал венгерский король Геза II, женатый на сестре Изяслава. После поражения под Перемышлем Владимир Володаревич терпит поражение и на реке Сане. Поняв бесполезность сопротивления и притворившись тяжелораненым Владимирко Володаревич просит венгерского короля прекратить военные действия, подкрепляя просьбы ценными подарками королю, архиепископу и окружению короля. В итоге был заключён мир при условии возвращения Владимиром Володаревичем захваченных в 1151 году городов Шумск, Тихомль, Выгошев и Гнойница в Погорынье, а также Бужск на Волыни киевскому князю, однако попытки Изяслава Мстиславича посадить своих посадников в занятых городах закончились неудачей[8][9].
- Лето—осень — Изяслав Мстиславич по инициативе Изяслава Давыдовича сжёг крепость Юрия Долгорукого — Городец, а рвы "раскопа и засыпа", вынудив уйти из Южной Руси и Глеба Юрьевича, союзника Долгорукова. Это вызывает ярость Долгорукова[10][11].
- Осень — Юрий Долгорукий вместе с северским князем Святославом Ольговичем и половцами пошёл на Чернигов, где сидел Изяслав Давыдович, и взял его в осаду. Приближение войск Изяслава Мстиславича при поддержке смоленского князя Ростислава Мстиславича и стародубского князя Святослава Всеволодовича заставило его отступить к Новгороду-Северскому[12][13].
- Осень — князь Владимир Володаревич пытался прийти на помощь союзникам, князьям Юрию Долгорукому и новгород-северскому князю Святославу Ольговичу, осадившим Чернигов, однако эта попытка была пресечена киевским князем[8].
- Зима 1152/1153 — Мстислав Изяславич с дружиной отца и Черными клобуками совершил поход на половцев в район рек Углы и Самары, где разорил половецкие вежи, взял большую добычу и освободил много русских пленников[14].
- Зима 1152/1153 — Изяслав Мстиславич посылает войско для участия осады Новгород-Северского (февраль 1153 год). В походе участвовала и смоленская дружина[15].
- Юрий Долгорукий ведёт строительство каменных церквей в Суздале, Владимире на Клязьме, Переяславле-Залесском и Юрьеве-Польском[11].
- Первое упоминание в Ипатьевской летописи городов Тихомль[16] (сейчас в километре от городища село Тихомель), Выгошев[16] (сейчас сего Вышгородок), Гнойница (сейчас село, в 1969 году переименовано в Полесское)[16], Глухов[17], Льгов[17], Берёзый[17]  (сейчас пгт. Березна), Рыльск[18].
- Основана Кострома.
- Юрий Долгорукий основал Городец.
- Основан Звенигород.
- В историографии иногда указывается, что г. Касимов основан Ростово-суздальским князем Долгоруковым Юрием Владимировичем (основан в XII веке, как укреплённое славянское поселение Городок-Мещерский (см. 1327 год)[19].
- Основан Переславль-Залесский.
- Основан Юрьев-Польский.

## Начало правления
См. также: Список глав государств в 1152 году
- 1152—1190 — король Германии и император Священной Римской империи Фридрих I Барбаросса (ок.1123-1190, 10.6), сын Фридриха II Швабского и племянник Конрада III. Женат на Беатрис, наследнице трона Бургундии.
- 1152—1160 — султан Газневидов Хусрау-шах.
- Пасхальный вторник — начало царствования Балдуина III в королевстве Иерусалимском.

## Родились
См. также: Категория:Родившиеся в 1152 году

## Скончались
См. также: Категория:Умершие в 1152 году
- Владимирко Володаревич — князь галицкий[20].